# ویولت نوزیر
ویولت نوزیر (به فرانسوی: Violette Nozière) فیلمی جنایی از کلود شابرول است که در سال ۱۹۷۸ منتشر شد. این فیلم براساس پرونده قتلی واقعی در سال ۱۹۳۳ رخ داده، ساخته شده‌است و داستان آن در مورد یک دختر هجده‌ساله به نام ویولت و برخورد او با تعدادی از مردان مسن است.

## بازیگران
- ایزابل هوپر در نقش ویولت نوزیر
- ژان کارمه در نقش باپتیست نوزیر
- استفان اودران در نقش ژرمین نوزیر
- ژان-پیر کف در نقش دکتر درون
- برنادت لافون در نقش هم‌سلولی ویولت
- لیسا لنگلوئیس در نقش مدی
- فابریس لوکینی در نقش کامو
- دومینیک زاردی در نقش پسر در کافه

## جوایز و نامزدی‌ها
ایزابل هوپر بهترین بازیگر زن جشنواره فیلم کن ۱۹۷۸ شد و استفان اودران برنده جایزه بهترین بازیگر نقش مکمل زن.